# David Hildyard
David Hildyard (Londres, 15 de maio de 1916 — Jičín, 19 de fevereiro de 2008) é um sonoplasta britânico. Venceu o Oscar de melhor mixagem de som em duas ocasiões: por Fiddler on the Roof e Cabaret.